# Исидзаки, Стефан
Стефан Дайсукэ Исидзаки (швед. Stefan Daisuke Ishizaki; 15 мая 1982, Стокгольм) — шведский футболист, полузащитник.

## Карьера

### АИК
Родился в семье японского отца и шведской матери. Начал свою карьеру в клубе «Юргорден», однако вскоре переехал в «Рогсвед» и оставался с клубом до 1999 года, когда подписал контракт с крупнейшим шведским клубом АИК. Дебютировал за клуб в том же году в Кубке Швеции, когда вышел на замену на 80-й минуте против «Ефле», позднее он пришёл на замену снова в финале, который АИК выиграл 1:0 против «Гётеборга», что сделало его самым молодым игроком в стране, выигравшим Кубок, в возрасте 16 лет и 364 дней.
Его дебют лиги не был до сезона 2000 года против своего будущего клуба «Эльфсборг». Он быстро зарекомендовал себя в стартовом составе и действительно прорвался в качестве игрока в матче против «Хельсингборга», 4:1 победа, забив гол и сделав две результативные передачи. Он пропустил первую игру в сезоне 2001 из-за травмы, которую получил во время предсезонной подготовки, которая будет по-прежнему преследовать его до конца сезона, но полностью восстановился в течение сезона 2002 года. До сезона 2004 года был отдан в аренду в клуб итальянской Серии B «Дженоа» во время весенней части сезона, позже, когда АИК вылетел в Суперэттан он подписал контракт с норвежским клубом «Волеренга».

### «Дженоа»
Во время зимнего перерыва 2003/04 годов он был приобретен итальянским клубом «Дженоа» на правах аренды до конца сезона. Исидзаки сыграл не так много игр (всего лишь 4) в этом сезоне, после чего вернулся в АИК. «Дженоа» имел опцию на выкуп прав на игрока, но в итоге не воспользовался этим.

### «Волеренга»
После того как АИК вылетел в Суперэтан, Исидзаки покинул команду и решил подписать контракт с норвежским клубом «Волеренга». В итоге, помог клубу выиграть чемпионат, тем самым прервав победную серию «Русенборга», которая состояла из 13 побед подряд. Для «Волеренги» этот титул стал первым начиная с 1984 года.
Затем он покинул клуб, подписав контракт со шведским клубом «Эльфсборг», выступающего в лиге Аллсвенскан.

### «Эльфсборг»
Стефан Исидзаки вернулся в Швецию в 2006 году, подписав контракт с «Эльфсборгом». Будучи главным приобретением клуба на этот сезон, он помог клубу завоевать чемпионский титул в конце сезона.
После успешного первого сезона он остался в «Эльфсборге», выигрывая медали каждый год, золото (1-й) в 2006 году, бронза (4-й) в 2007 году, серебро (2-й) в 2008 году, серебро в 2009 году (3-й) и бронзу (4-й) в 2010 году. Перед сезоном 2010 года он подписал новый 5-летний контракт с клубом.

### «Лос-Анджелес Гэлакси»
В январе 2014 года Стефан Исидзаки подписал контракт с «Лос-Анджелес Гэлакси» из MLS. Был отпущен клубом 4 июля 2015 года, после чего вернулся в Швецию, где он планирует закончить свою карьеру.

### Возвращение в АИК
10 июля 2015 года было подтверждено, что Исидзаки подписал контракт с клубом АИК сроком на два с половиной года.

### Возвращение в «Эльфсборг»
В декабре 2017 года Исидзаки заключил с «Эльфсборгом» контракт на два года.
По окончании сезона 2019 Исидзаки завершил карьеру футболиста.

## Достижения
АИК
- Обладатель Кубка Швеции: 1999

 Волеренга
- Чемпион Типпелиги: 2005

 Эльфсборг
- Чемпион Аллсвенскана: 2006, 2012

 Лос-Анджелес Гэлакси
- Чемпион MLS: 2014